# 세누포어군

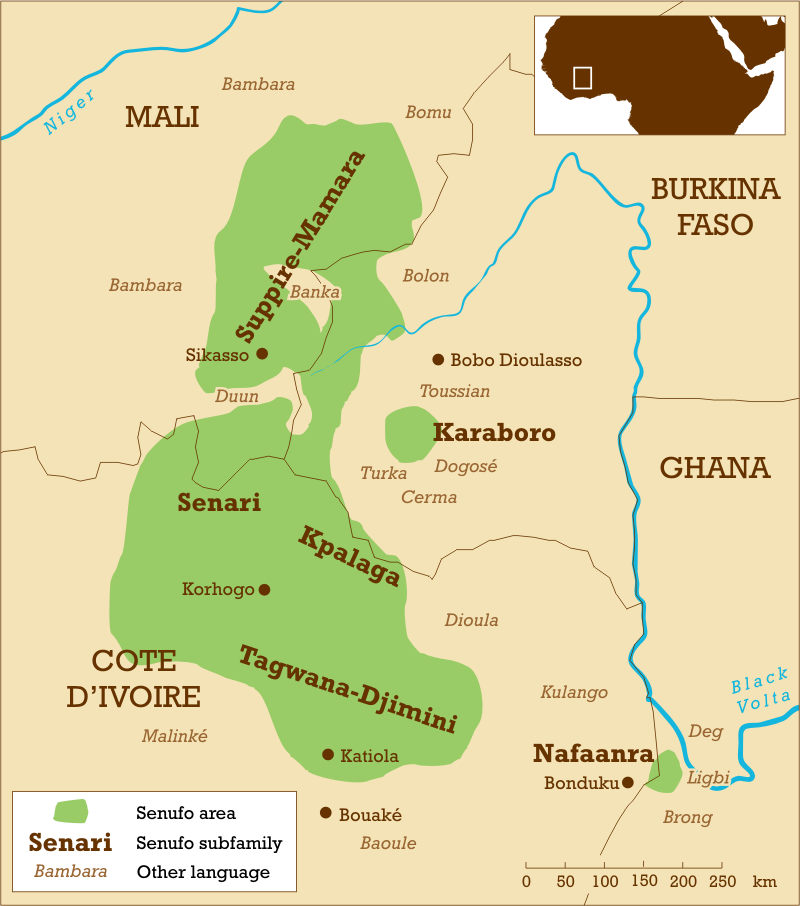
세누포어군의 주요 언어와 인접한 언어들을 나타낸 지도

세누포어군(Senufo)은 코트디부아르, 말리, 부르키나파소, 가나에 걸쳐 거주하는 세누포인이 사용하는 언어들이다. 그 중 나판라어(Nafaanra)는 가나 서부에서 사용된다. 니제르콩고어족에 속하며 대서양콩고어파 내에서 독자적인 분파를 형성하는 것으로 여겨진다. 지리적으로, 서쪽으로는 만데어파 화자들과 접하고 남쪽으로는 콰어군과, 동·북쪽으로는 구르어군과 접한다.

## 분류
북부 세누포어
- 수피레마마라어군
  - 마마라어 (미니앙카어, 미앙카어)
  - 나네리제어 (나네리제어)
  - 수키테어 (시키테, 시키테어)
  - 수피레어
  - 솀피레어

중부 세누포어
- 카라보로어
  - 동 카라보로어 (카르어)
  - 서 카라보로어 (시에르테니에르어)
- 세나리어군
  - 케바라어
  - 세나라어 (세나리어, 시에네레어, 티에바라어)
  - 니아라폴로어
  - 시에나라어 (시에나라어, 셰나라어)
- 팔라카어

남부 세누포어군
- 타그와나드지미니어군
  - 지미니어 (디미니어)
  - 타그와나어 (타구나어)
- 나판라어 (나파라어)